# Povegliano Veronese
Povegliano Veronese é uma comuna italiana da região do Vêneto, província de Verona, com cerca de 6.542 habitantes. Estende-se por uma área de 18,69 km², tendo uma densidade populacional de 363 hab/km². Faz fronteira com Mozzecane, Nogarole Rocca, Vigasio, Villafranca di Verona.

## Demografia
| Variação demográfica do município entre 1861 e 2011                               |
|                                                                                   |
| Fonte: Istituto Nazionale di Statistica (ISTAT) - Elaboração gráfica da Wikipedia |